# Palazzo dei Filodrammatici
Palazzo Coletti, meglio conosciuto come Palazzo dei Filodrammatici, è un palazzo del centro storico di Treviso.

## Storia
Il palazzo fu costruito nel XVIII secolo e prende il nome dalla famiglia Coletti, una delle famiglie nobili di Treviso. La famiglia Coletti era conosciuta per il suo contributo alla vita culturale e artistica della città. Nel corso degli anni, il palazzo ha ospitato diverse funzioni, tra cui residenze private, eventi culturali e uffici. Durante il bombardamento del 1944, l'ala est del complesso fu colpita e in parte distrutta; nel dopoguerra, gli edifici furono oggetto di parziale ricostruzione e ristrutturazione.In questo palazzo morì l'utlimo duca di Reggio Ercole III d'Este.

## Descrizione

### Esterno
La facciata del palazzo è elegante e simmetrica, caratterizzata da finestre disposte in modo regolare e un portale d'ingresso imponente. La facciata è decorata con elementi architettonici tipici del XVIII secolo, come cornici e modanature. Il palazzo è costruito principalmente in mattoni e pietra.

### Interno
Il palazzo è caratterizzato da ampie sale con soffitti alti, decorati con affreschi e stucchi che rappresentano motivi floreali, scene mitologiche e figure allegoriche. I pavimenti sono realizzati in materiali pregiati come il marmo e il legno intarsiato. Uno degli elementi più distintivi dell'interno del palazzo è lo scalone monumentale, che collega i vari piani dell'edificio. Questo scalone è decorato con balaustre in marmo e ringhiere in ferro battuto. Il palazzo ospita un salone delle feste, una delle sale più importanti dell'edificio che utilizzata per eventi e ricevimenti. È decorato con affreschi e stucchi e con affreschi di autori locali. Inoltre vi anche una biblioteca storica, con scaffali in legno intarsiato.

### Uso attuale
Il Palazzo Coletti è spesso utilizzato per ospitare eventi culturali, mostre e conferenze, contribuendo a mantenere viva la tradizione artistica di Treviso. In tempi più recenti, il palazzo è stato utilizzato come sede di uffici e istituzioni, adattandosi alle esigenze moderne pur mantenendo intatta la sua bellezza storica.